# Q-Tip
Кама́ль ибн Джон Фари́д (англ. Kamaal Ibn John Fareed; имя при рождении — Джо́натан Уи́льям Дэ́вис (англ. Jonathan William Davis), род. 10 апреля 1970, Гарлем, Нью-Йорк), более известный под сценическим псевдонимом Q-Tip — американский рэпер, продюсер и актёр, участник группы A Tribe Called Quest. Портал Allmusic назвал его «Лучшим исполнителем и продюсером в истории хип-хопа», а сайт About.com включил его в список пятидесяти лучших хип-хоп-продюсеров, а также в список пятидесяти лучших MC нашего времени (1987—2007).

## Биография
Q-Tip родился 10 апреля 1970 года в Гарлеме и первоначально носил имя Джонатан Уильям Дэвис, однако сменил его в 1990-х на Камаль ибн Джон Фарид после принятия ислама. В детстве Дэвис переехал в Куинс. Как он упоминал в песне «Check the Rhime», его семья жила на бульваре Линден. Его отец был родом с Карибских островов, а мать — из Алабамы. У него также есть сестра Гвен, которая старше брата на 8 лет. Дэвис ходил в манхэттенскую школу. Своё прозвище «Q-Tip» он получил от участника группы Jungle Brothers Afrika Baby Bam, а до этого пользовался псевдонимом MC Love Child. Также его называли «Q» (так как он был родом из Куинса) или «Tip», но позже он начал всегда именовать себя «Q-Tip» во избежание конфликта с рэпером T.I.. Также в течение своей карьеры рэпер называл себя The Abstract.
Сейчас Q-Tip проживает в Нью-Джерси, в местечке Энглвуд-Клифс. Он является двоюродным братом рэпера Consequence, который появился в альбоме Beats, Rhymes, and Life группы A Tribe Called Quest.

## Карьера

### Продюсирование
Q-Tip практически полностью спродюсировал первые три альбома A Tribe Called Quest, если не считать небольшого вклада в песни битмейкеров Skeff Anselm и Large Professor. Q-Tip также являлся сопродюсером многих треков и ремиксов группы совместно с The Ummah, Ali Shaheed Muhammad и J Dilla.
Помимо работы над альбомами своей группы, рэпер продюсировал песни и других исполнителей. В их числе стоит назвать трек Nas’а «One Love», песню Mobb Deep «Temperature’s Rising», а также треки R&B-исполнительниц Мэрайи Кэри и Уитни Хьюстон. Также он работал над треками Мэри Джей Блайдж, RZA, Wale, Ашера Рота, Марка Ронсона, Басты Раймса, Jay-Z и Бейонсе, а также является одним из продюсеров альбома Канье Уэста и Jay-Z Watch the Throne.

### Сольная карьера
После распада A Tribe Called Quest в 1998 году рэпер продолжил карьеру хип-хоп-исполнителя. На лейбле Arista Records вышли его первые синглы «Vivrant Thing» и «Breathe & Stop», а затем и альбом Amplified. Его следующий альбом Kamaal/The Abstract должен был выйти в 2002 году, но это не произошло из-за недоговоренности с лейблом. Альбом был выпущен только в 2009 году на лейбле Battery Records.
За это время Q-Tip принял участие в работе над альбомом R.E.M.’а Around the Sun. В 2006 году группа воссоединилась, а в начале следующего года рэпер подписал контракт с Motown/Universal Records. Он проявлял большую активность — работал с остальными участниками своего лейбла, выпустил в 2008 году альбом The Renaissance, который был номинирован на «Грэмми». Вместе с RZA и Питом Роком он был включён в состав продюсеров нового альбома Канье Уэста My Beautiful Dark Twisted Fantasy. Также он работал с Марком Ронсоном, Statik Selektah и Бастой Раймсом.

## Дискография

### В составеA Tribe Called Quest
- People’s Instinctive Travels and the Paths of Rhythm (1990)
- The Low End Theory (1991)
- Midnight Marauders (1993)
- Beats, Rhymes and Life (1996)
- The Love Movement (1998)

### Сольная карьера
- Amplified (1999)
- The Renaissance (2008)
- Kamaal/The Abstract (2009)
- The Last Zulu (2014)

## Фильмография
| Год  |    | Русское название                 | Оригинальное название                           | Роль                  |
| ---- | -- | -------------------------------- | ----------------------------------------------- | --------------------- |
| 1993 | ф  | Поэтичная Джастис                | Poetic Justice                                  | Маркелл               |
| 1999 | ф  | Очки любви                       | Love Goggles                                    | рассказчик            |
| 2000 | мс | Сказочные истории для всех детей | Happily Ever After: Fairy Tales for Every Child | Мишка Тедди / таракан |
| 2000 | тф | Исчезающий                       | Disappearing Acts                               | Реджи Батист          |
| 2001 | ф  | Тюремная песня                   | Prison Song                                     | Элайджа Диксон        |
| 2003 | ф  | Смерть династии                  | Death of a Dynasty                              |                       |
| 2004 | ф  | Она ненавидит меня               | She Hate Me                                     | Вада Хафф             |
| 2008 | ф  | Кадиллак Рекордс                 | Cadillac Records                                | хип-хоп-певец         |
| 2010 | ф  | Святые роллеры                   | Holy Rollers                                    | Эфрем                 |

## Награды и номинации
| Награда                | Год  | Категория                     | Результат | Работа                                          |
| ---------------------- | ---- | ----------------------------- | --------- | ----------------------------------------------- |
| Грэмми                 | 1999 | Лучшая R&B-песня              | Номинация | «Honey»                                         |
| Грэмми                 | 2000 | Лучшее сольное рэп-исполнение | Номинация | «Vivrant Thing»                                 |
| Грэмми                 | 2006 | Лучшая танцевальная запись    | Победа    | «Galvanize» (совместно с The Chemical Brothers) |
| Грэмми                 | 2010 | Лучший рэп-альбом             | Номинация | The Renaissance                                 |
| MTV Video Music Awards | 2000 | Лучшее хип-хоп видео          | Номинация | «Vivrant Thing»                                 |